# Thanda Royal Zulu Football Club
Maillots
Benoni Premier United Football Club était un club de football sud-africain de Daveyton, près de Benoni dans la province du Gauteng.

## Histoire
En janvier 2004, les dirigeants du club du Cap Hellenic FC (fondé en 1958), au bord de la faillite, décidèrent d’échanger leur licence professionnelle avec ceux du club de Premier United, basé à Benoni, en échange de 5 millions de rands. Cette transaction, opérée en pleine saison, après 16 journées, était parfaitement autorisée par les règlements de la Premier Soccer League. L’avantage pour les seconds était de récupérer une place en première division (Castle Premiership), alors qu'ils étaient en deuxième division (Mvela Golden League). Le club changea de ville et de couleurs immédiatement, mais le nom de Hellenic fut conservé jusqu’à la fin de la saison, ce qui n’empêcha pas la relégation. Le club devint Benoni Premier United pour la saison 2004-05.
(De son côté, Premier United fut rebaptisé « New Balance » et relégué en troisième division à la fin de la saison 2003-04.)
Benoni Premier United a été promu en Castle Premiership en 2006 après des play-offs de promotion.
Le surnom de Rabbits a été emprunté à un autre Benoni United, en souvenir de ce club dissous dans les années 80.
En 2007, le club déménage à Durban et prend le nom de Thanda Royal Zulu FC, puis en 2010 le club s'installe à Richards Bay. En fin de saison 2016-2017, le club obtient sa promotion pour la première division, mais il vendra sa licence à Amazulu qui sera promu à sa place. Le club est ensuite revendu à son propriétaire qui fonde un nouveau club le Richards Bay FC qui restera en deuxième division.

## Palmarès
- Vainqueur des playoffs de promotion en 2006